# Onze-Lieve-Vrouw van de Vredekapel (Elzele)

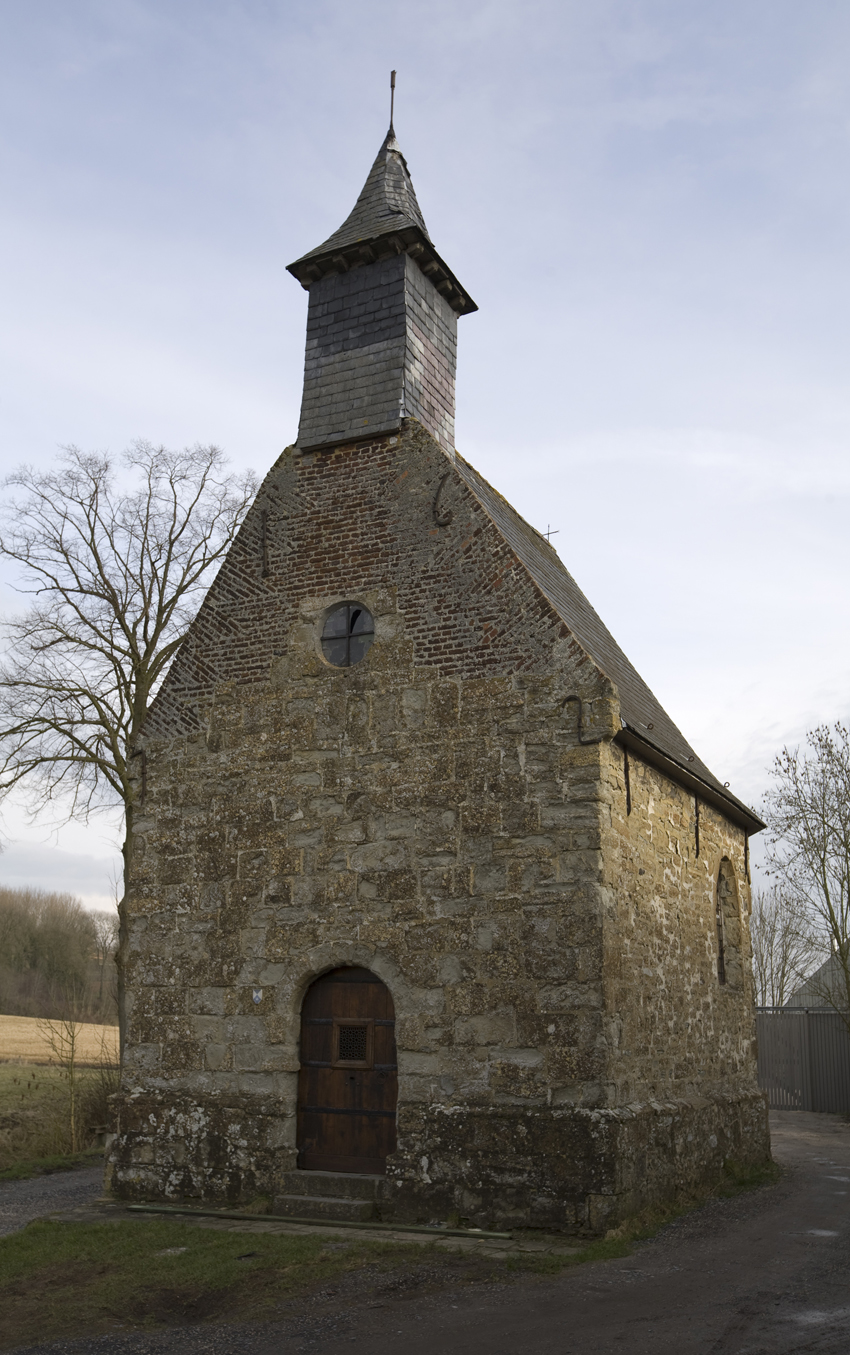
Onze-Lieve-Vrouw van de Vredekapel

De Onze-Lieve-Vrouw van de Vredekapel (Chapelle Notre-Dame de la Paix) is een kapel nabij de Henegouwse plaats Elzele, gelegen nabij Padraye 11.
De kapel zou al in de 16e eeuw kunnen hebben bestaan, hoewel de muurankers het jaartal 1672 tonen. De kapel is gebouwd in ruw uitgehouwen lokale zandsteen en in baksteen.
De kapel heeft een driezijdig afgesloten koor en een met leien bekleed klokkentorentje boven de voorgevel.